# MAGIC TOUCH (山下達郎の曲)
「MAGIC TOUCH」（マジック・タッチ）は、1993年6月8日に発売された山下達郎通算24作目のシングル。

## 解説
「MAGIC TOUCH」はmaxellカセットテープのCMソングとして制作され、CMにはCGで山下本人の歌っている顔が使用された。この曲はアルバム『COZY』に収録されたが、山下によれば「初めは選曲から外すつもりだったんですけど、スタッフやカルトな人の受けが非常に良くて、入れてくれっていう人が多くて、ボーナス・トラック扱いで最後に入れました。シングルはテンポが遅いんです。慎重にテンポを決めようって言ってたんだけど、やりすぎて失敗したの。渋くしようとするとすぐテンポを遅くするという悪い癖があって。で、アルバム収録に当たってテンポを上げたんです、同期ものなのでテンポ上げても大丈夫なんです。でも歌、コーラス、サックスソロ、ギターのオブリガード、ピアノは生音なので違っちゃうんですね。歌はやり直すと違うものになっちゃうから。で、LogicAudioでタイム・コンプレスをかけてピッチは変わらないように時間軸だけ縮めてはめ込んだりしているんです。だから歌は同じなんだけど、テンポは上がっているの」「リテイクといえばリテイクだし、違うといえば違う。歌もよく聴いてもらえばよれたりしているのも同じです」という。
「I DO」は「SACRED」や「SO THIS IS LOVE」のトップ20ヒットを持つアメリカ西海岸のヴォーカル・グループ、キャステルズ（The Castells）が1964年にリリースした作品のカヴァーで、ブライアン・ウィルソン作曲のオリジナル作品。1984年のアルバム『BIG WAVE』のコンセプトを踏襲し、全てのパートをひとりで演奏している。当初はこの曲を手始めに、以後こうしたカヴァー曲をシングルのカップリングに収録し、ある程度曲がたまったら一枚のアルバムにまとめようと考えていたが、結果的にアルバム化の機会が得られず、長い間浮いていた。後にベスト・アルバム『RARITIES』に収録された。

## 収録曲
| 全編曲: 山下達郎。 |                                                |                                |                             |      |
| #                  | タイトル                                       | 作詞・作曲                     |                             | 時間 |
| 1.                 | 「MAGIC TOUCH」(maxell CD-XL イメージ・ソング) | 山下達郎                       | ©1993 Smile Publishers Inc. | 5:38 |
| 2.                 | 「I DO」                                       | Roger Christian - Brian Wilson | ©1964 NEW EXECUTIVE MUSIC.  | 2:23 |
| 合計時間:          | 合計時間:                                      | 合計時間:                      | 合計時間:                   | 8:01 |

## レコーディング

### I DO
| 山下達郎 | - Lead Vocal, Drums, Electric Guitar, Acoustic Guitar, Keyboards, - Percussion & Background Vocals |

| 伊藤広規 Electric Bass                        |
|                                               |
| Recording & Mixing Engineer : 吉田保          |
| Recorded at Onkio Haus & Smile Garage in 1993 |
| Mixed at Smile Garage in 1993                 |

## リリース日一覧
| 地域 | タイトル           | リリース日   | レーベル   | 規格          | 品番      | 備考 |
| ---- | ------------------ | ------------ | ---------- | ------------- | --------- | ---- |
| 日本 | MAGIC TOUCH / I DO | 1993年6月8日 | MOON ⁄ MMG | 8cmCDシングル | AMDM-6090 |      |

## 収録アルバム

### MAGIC TOUCH
| # | タイトル | リリース日     | レーベル                  | 規格 | 品番                          | 備考                |
| - | -------- | -------------- | ------------------------- | ---- | ----------------------------- | ------------------- |
| 1 | COZY     | 1998年8月26日  | MOON ⁄ WARNER MUSIC JAPAN | CD   | WPCV-7450                     | “'98 VERSION”を収録 |
| 1 | COZY     | 1998年10月25日 | MOON ⁄ WARNER MUSIC JAPAN | 2LP  | WPJV-7450~1【完全生産限定盤】 | “'98 VERSION”を収録 |

### I DO
| # | タイトル | リリース日     | レーベル                  | 規格 | 品番       | 備考 |
| - | -------- | -------------- | ------------------------- | ---- | ---------- | ---- |
| 1 | RARITIES | 2002年10月30日 | MOON ⁄ WARNER MUSIC JAPAN | CD   | WPC2-10001 |      |